# Bosmalov gradski centar
Bosmalov gradski centar ili Bosmal City Center (kratica: BCC) poslovni je i stambeni neboder u Sarajevu, glavnom gradu Bosne i Hercegovine. Sa svojih 118 metara visine jedan je od najviših nebodera u Jugoistočnoj Europi.

## Gradnja
Bosmalov gradski centar projekt je bošnjačke tvrtke Bosmal te je jedna od najvećih stranih Greenfield investicija u BiH. U projekt je bilo uključeno oko 70 tvrtki te oko 3.500 radnika.

## Osnovne karakteristike
Objekt se sastoji od dva nebodera izgrađena u modernom arhitektonskom stilu. Centar nudi 306 stambenih jedinica - 8 penthausa i 298 stanova, organiziranih u četrnaest tipova, veličine od 80 do 220 kvadratnih metara, koje devet brzih dizala povezuje s garažno-poslovnim dijelom objekta te 400 parkirnih mjesta. 
Ostali sadržaji objekta uključuju restorane (na vrhu je panoramski restoran), supermarket, frizerske i kozmetičke salone, stomatološku ordinaciju, ambulantu, oftalmološku ordinaciju i optičarski atelje, krznarski salon, zlataru, trgovinu umjetnina, te trgovine ekskluzivnim proizvodima.